# Sergio Dell'Acqua
Sergio Dell'Acqua (Lugano, 16 luglio 1937 – Lugano, 10 marzo 2023) è stato un cestista e calciatore svizzero.

## Biografia
Dotato di grande tiro (primato personale di 54 punti in una partita contro il Losanna) ed eccellente anche per qualità difensive, esordì in prima squadra alla Federale Lugano - suo unico "club" nell'arco di un quarto di secolo - a soli 16 anni. Per cinque volte fu miglior realizzatore del massimo campionato svizzero. Sul finire della carriera, fu in campo con il figlio Ivano.
Dell'Acqua è morto a Lugano nel 2023.

## Palmarès

### Pallacanestro
- Campionato svizzero: 3

Federale Lugano: 1975, 1976, 1977
- Coppa di Svizzera: 3

Federale Lugano: 1958, 1974, 1975

### Calcio
- Coppa di Svizzera Seniori: 1

Savosa: 1990
- Coppa Ticino Seniori: 1

Savosa: 1990